# جيمس يونغ (موسيقي)
جيمس يونغ (بالإنجليزية: James Young)‏ هو موسيقي ومغني وكاتب أغاني أمريكي، ولد في 14 نوفمبر 1949 في شيكاغو في الولايات المتحدة.

## وصلات خارجية
- جيمس يونغ على موقع IMDb (الإنجليزية)
- جيمس يونغ على موقع ميوزك برينز (الإنجليزية)
- جيمس يونغ على موقع أول ميوزيك (الإنجليزية)
- جيمس يونغ على موقع ديسكوغز (الإنجليزية)
- جيمس يونغ على موقع قاعدة بيانات الفيلم (الإنجليزية)